# أحمد أبو ناموس
أحمد شحدة محمد أبو ناموس (مواليد 5 أكتوبر 1999) لاعب كرة قدم فلسطيني مولود في الإمارات يجيد اللعب في الهجوم مع نادي كلباء الإماراتي.